# Mursa phtisialis
Mursa phtisialis là một loài bướm đêm trong họ Noctuidae.